# حملات بروباغاندا البالونات في كوريا

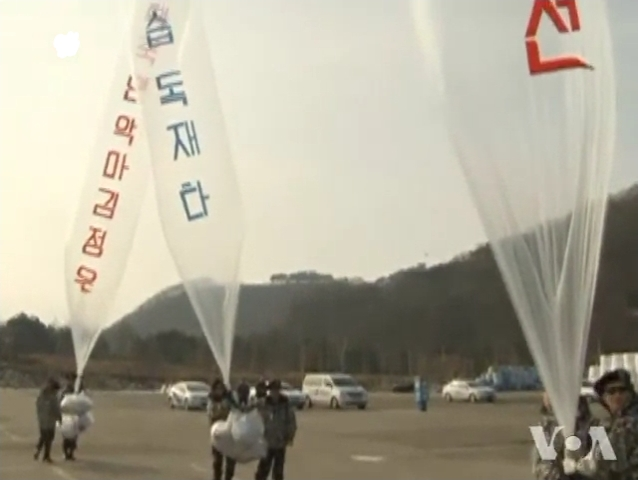
لحظة إطلاق بالونات بروباغاندا من قبل ناشطين كوريين جنوبيين.

تشمل حملات بروباغاندا البالونات في كوريا حملات المنشورات المحمولة جوًا في كل من كوريا الشمالية وكوريا الجنوبية من خلال استخدام بالونات كطريقة توزيع منذ الحرب الكورية. وحوت البالونات أيضًا مجموعة متنوعة من المحتويات الأخرى. في الأصل، نُظّمت هذه الحملات من قبل حكومات وجيوش الكوريتين. ولكن في الوقت نفسه، نُظمت الحملات بصورة رئيسية من قبل منظمات غير حكومية كورية جنوبية تتولى تنظيم أحداث إطلاق بالونات بصورة منتظمة تهدف إلى إرسال مواد تخضع للرقابة في كوريا الشمالية، وكذلك العديد من البضائع الأخرى، إلى شعب كوريا الشمالية.
كان الدافع الرئيسي وراء حملات البالونات في كوريا الجنوبية الرغبة في دعم التحول الديمقراطي في كوريا الشمالية والتحريض على تغيير نظامها. إلا أن فاعلية حملات منشورات من هذا النوع كانت موضع جدال. علاوة على ذلك، من المحتمل أن مظلات البالونات أدت إلى تفاقم التوترات في شبه الجزيرة الكورية، وقوبل إطلاقها أيضًا بمعارضة متزايدة من قبل المجتمع الكوري الجنوبي. استهدفت دولة كوريا الشمالية بروباغاندا لجنود كوريين جنوبيين في المنطقة الكورية المنزوعة السلاح انتقامًا من حملات البروباغاندا الكورية الجنوبية. كان الموقف الرسمي لكل من حكومتي كوريا الجنوبية وكوريا الشمالية معارضًا لمواصلة إطلاق البالونات. وعلى الرغم من ذلك، أبدت حكومة كوريا الجنوبية ترددًا بشأن التدخل في إطلاق البالونات الذي قام به ناشطون بسبب مخاوف تتعلق بحرية التعبير. ومع ذلك، قللت بعض الإجراءات التي قام بها المسؤولون، مثل استخدام القوارب في إطلاق البالونات، إلى حد كبير من كمية المنشورات التي تطير داخل كوريا الشمالية. في السنوات الأخيرة، وقعت حالات قليلة من إطلاق المنشورات الرسمية من قبل كلا الدولتين. وبالرغم من ذلك، نظمت الحكومة حربًا نفسية بين الكوريتين ما لبثت أن توقفت إلى حد كبير في أعقاب سياسة الشمس المشرقة، بصرف النظر عن التوترات المتجددة منذ ذلك الحين.
في ديسمبر من عام 2020، أقر برلمان كوريا الجنوبية قانونًا يجرم إطلاق البالونات التي تحمل منشورات. يحاجج مؤيدو التشريع بأنه سيحسن العلاقات مع كوريا الشمالية في حين أثار معارضوه مخاوف تتعلق بحرية التعبير وحقوق الإنسان.

## التاريخ
يمكن اقتفاء أصول التنافس في حملات البروباغاندا في شبه الجزيرة الكورية إلى الحرب الكورية، حين أمطرت قوات الأمم المتحدة الصينيين والكوريين الشماليين بما يقدر بنحو 2.5 مليار منشور. قدرت دراسة تاريخية أن كمية المنشورات كانت كبيرة لدرجة أنها كانت كافية لتغطية شبه الجزيرة بأكملها تحت طبقة تبلغ سماكتها 35 منشورًا. بالمقارنة، نشر الكوريون الشماليون خلال الحرب 30 مليون منشورًا فقط. يمكن أيضًا مقارنة البالونات الكورية بالوضع الألماني خلال الحرب البادرة إذ أرسل الماورسيغلرز (بحارة الجدار) بالونات تحمل بضائع فوق جدار برلين.
نُظم إطلاق البالونات من قبل دولة كوريا الجنوبية حتى بداية سياسة الشمس المشرقة تحت قيادة إدارة كيم داي جونغ. أوقفت كلتا الكوريتين الحرب النفسية خلال الفترة بين عامي 2004-2010، إضافة إلى البالونات، وأفضى هذا إلى حظر البث الإذاعي واللوحات الإعلانية ومكبرات الصوت في المنطقة المنزوعة السلاح. كانت دولة كوريا الشمالية قد طالبت بذلك كشرط مسبق للقمة الأولى بين الكوريتين في عام 2000، وقُبل الطلب لاحقًا من قبل إدارة كم داي جونغ. بعد حادثة يونبيونغ في عام 2010، نظم إطلاق بالونات من قبل وزارة الدفاع أواخر العام 2010 لبعض الوقت، إلا أنها أوقفت مجددًا منذ ذلك الحين بعد أن استمرت لمدة عام.
كانت هناك حالات قليلة من حملات بروباغاندا بالونات مماثلة أطلقتها كوريا الشمالية إلى كوريا الجنوبية، إلا أن الحملات في شبه الجزيرة الكورية كانت تستهدف كوريا الشمالية بشكل أساسي. أطلقت كوريا الشمالية في يوليو من عام 2012 بالونات كرد فعل على حملة المنشورات العسكرية الكورية الجنوبية الرسمية في أعقاب حادثة يونبيونغ.
في عام 2010، كان هناك دعم عام لخط متشدد ضد كوريا الشمالية خلال التوترات المتزايدة، إلا أن الدعم انخفض بحلول عام 2011. كشف استطلاع للرأي في أواخر عام 2014 أن التطورات الأخيرة قد جعلت الكثيرين في كوريا الجنوبية ضد حملات المنشورات: إذ عارض 58% ممن استطلعت آراؤهم إطلاق البالونات.
في مايو من عام 2018، تعهدت كلتا الكوريتين بإنهاء حملة بروباغاندا البالونات، وقامت حكومة كوريا الجنوبية بتخريب محاولة قام بها منشقون كوريون شماليون لمواصلة الحملة. في 4 يونيو 2020، أصدرت شقيقة كيم جونغ أون كيم يو جونغ بيانًا طويلًا وصفت فيه مرسلي البالونات ب«الحثالة» و«الكلاب الهجينة». ووصف البيان حكومة كوريا الجنوبية بـ «أصحاب الكلاب الهجينة» وذكر أنه تبنغي محاسبة الحكومة على البالونات. وهددت كيم يو جونغ بالانسحاب من اتفاقية عدم الاعتداء وكذلك أيضًا من المشاريع المشتركة. وصرحت كوريا الجنوبية في غضون ساعات أنها كانت تخطط لسن تشريع ضد البالونات «المسببة للتوتر». وذكر مراسل بي بي سي أن الالتزام السريع «لا يبدو جيدًا (لكوريا الجنوبية)... وأن معظم المنشقين قد تحملوا صعوبات لا تصدق للفوز بحق حرية التعبير». في 9 يونيو قطعت كوريا الشمالية كافة علاقاتها بكوريا الجنوبية، مشيرة إلى قضية البالونات. وفي 10 يونيو، صرحت كوريا الجنوبية أنها ستوجه اتهامات، مستخدمة قانونًا ينظم التبادلات والتعاون بين الكوريتين، ضد مجموعتين من الناشطين الكوريين الجنوبيين لإرسالهم موادًا غير مصرح بها إلى الشمال.
في 14 ديسمبر 2020، أقرت الجمعية الوطنية الكورية الجنوبية قانونًا يعاقب على إرسال مواد معادية لكوريا الشمالية عبر المنطقة المنزوعة السلاح. جادل مؤيدو التشريع بأنه يهدف إلى تجنب الاستفزاز غير الضروري لكوريا الشمالية لضمان سلامة أولئك الذين يعيشون على طول الحدود، وتأمين علاقات مستقرة مع كوريا الشمالية. وبرغم ذلك، حاجج المعارضون بأن التشريع يتعاطف مع تهديدات كوريا الشمالية بشأن حملات البالونات أو يستسلم لها. وكانت العديد من مجموعات حقوق الإنسان في كوريا الجنوبية، مثل منظمة العفو الدولية، قد اعترضت على تعديل قانون تطوير العلاقات بين الكوريتين. وتلقى تعديل القانون انتقادات من العديد من الأفراد والجماعات خارج كوريا.

## محتويات البالونات
كانت البروباغاندا الكورية الجنوبية أثناء الحرب الكورية، من خلال منشوراتها الواسعة التي تضم 2.5 مليار منشور، تهدف أيضًا إلى إظهار قدرة العالم الرأسمالي على التفوق على منافسيه الشيوعيين في الإنتاج. وجدت دراسة أجراها آي. إتش. لي أن الانحياز ضد الكوريين الشماليين في المجتمع الكوري الجنوبي قد ظهر مسبقًا في الأشكال المرئية لبروباغاندا الأمم المتحدة خلال الحرب الكورية. بالمقارنة، عكست البروباغاندا الكورية الشمالية أثناء الحرب إلى حد كبير البروباغاندا السوفييتية المعاصرة.
يدّعي جين هيون جونغ أنه لم يكن هناك تغيير يذكر في محتويات وأهداف المنشورات الكورية الجنوبية بحد ذاتها منذ الانتقال من عمليات الإطلاق العسكرية إلى عمليات الإطلاق المدنية. تاريخيًا، كانت هناك بعض حالات السهو للحساسيات الثقافية في المنشورات، كالترجمة من قواعد الإملاء في كوريا الجنوبية إلى قواعد الإملاء في كوريا الشمالية. فمثلًا، لم يكن الكوريون الشماليون يفهمون كلمات مثل هونغاري Honggari (المفردة الكورية لكلمة 'هنغاريا') أو سوريون Ssoryon (المفردة الكورية لكلمة 'الاتحاد السوفييتي')، إذ كُتبت المفردتان في كوريا الشمالية وينغاري Wengari وروسيا Rossiya، على التوالي.